# Seenotsignalpistole
Eine Seenotsignalpistole ist eine Signalpistole, die auf Sport- und Handelsschiffen zum Abfeuern von pyrotechnischer Signalmunition verwendet wird.

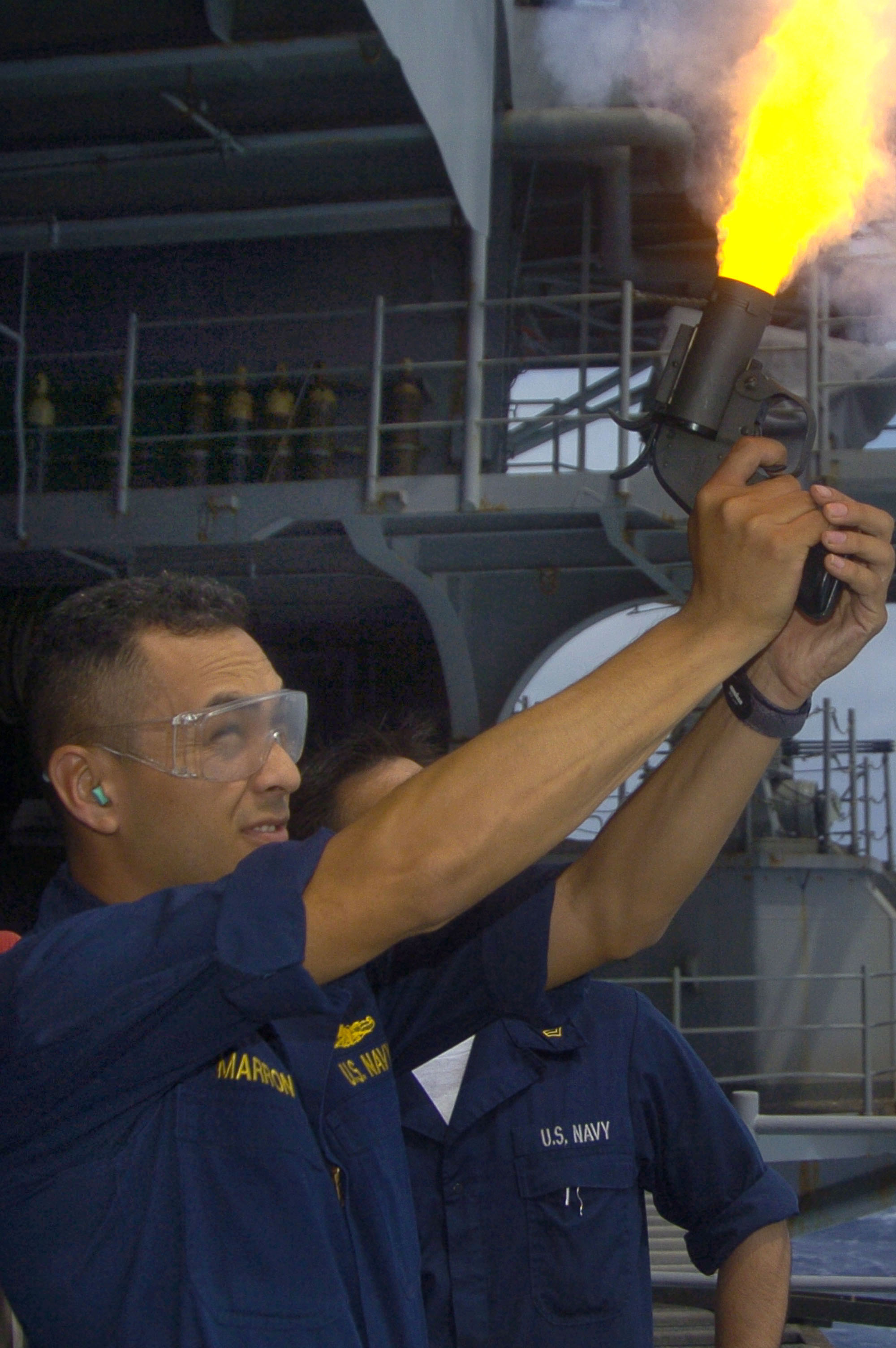
Abfeuern einer Signalpistole

## Seenotsignalpistole in Deutschland

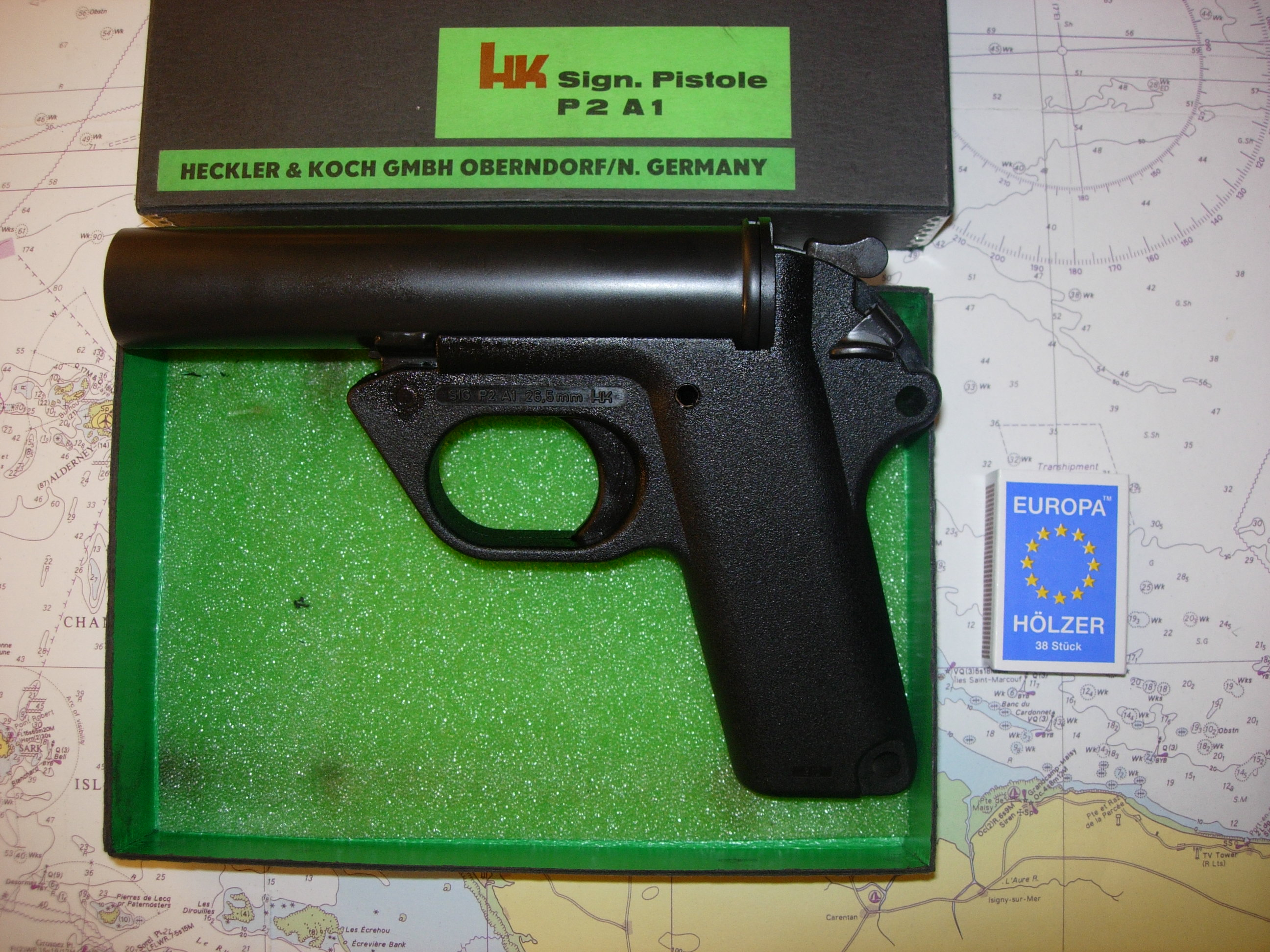
Eine Signalpistole

In Deutschland werden ausschließlich Signalpistolen mit dem Kaliber 4 als Seenotsignalpistole eingesetzt. Kaliber 4 bedeutet, dass der Durchmesser des Laufes so groß ist wie der Durchmesser von einer von 4 Bleikugeln, die zusammen 1 englisches Pfund (ca. 454 Gramm) wiegen würden (26,77 mm).

### Erwerbs- und Besitzvoraussetzungen
Um eine Seenotsignalpistole kaufen und besitzen zu können, muss man Inhaber einer Waffenbesitzkarte sein. Voraussetzungen für den Erhalt einer Waffenbesitzkarte mit dem Voreintrag für eine Seenotsignalpistole Kaliber 4 sind:

#### Zuverlässigkeit
Gemäß § 5 Waffengesetz muss der Antragsteller in genügendem Maße zuverlässig sein, eine Waffe zu besitzen. Als nicht zuverlässig im Sinne dieser Bestimmung gelten z. B. Personen, die in den letzten fünf Jahren einmalig wegen einer vorsätzlichen Straftat, ganz gleich welcher Art, zu einer Geldstrafe von mindestens 60 Tagessätzen oder zweimalig zu einer geringeren Strafe verurteilt worden sind. Ein Strafbefehl steht einer Verurteilung im Rahmen einer öffentlichen Hauptverhandlung gleich. Auch eine vorhergehende Ahndung mehrfacher waffen- und/oder jagdrechtlicher Ordnungswidrigkeiten respektive eine verfassungsfeindliche Gesinnung qualifizieren den Antragsteller in aller Regel ausnahmslos als waffenrechtlich unzuverlässig. Hierzu wird von der zuständigen Waffenbehörde vor Erteilung sowohl ein aktueller Auszug aus dem Zentralen Staatsanwaltschaftlichen Verfahrensregister (ZStV) angefordert, als auch die örtlich zuständige Polizeidienststelle und die Wohnortgemeinde um eine Stellungnahme ersucht.

#### Sachkunde
Nach § 7 Waffengesetz muss der Antragsteller sachkundig sein. Die Sachkunde kann er mit dem Sachkundenachweis für Seenotsignalmittel nachweisen.

#### Bedürfnis
Nach § 8 Waffengesetz muss der Antragsteller ein begründbares Bedürfnis haben. Im Allgemeinen liegt eine Bedürftigkeit vor, wenn jemand Eigentümer eines seegängigen Sportbootes ist und berechtigt ist, dieses zu führen. Das Eigentumsverhältnis und die Fahrberechtigung muss nachgewiesen werden (z. B. mit dem Sportbootführerschein See und dem Flaggenzertifikat).

### Aufbewahrung
An Land und an Bord muss die Seenotsignalpistole grundsätzlich in einem zertifizierten Waffenschrank des Widerstandgrades 0 oder 1 gelagert werden. An Bord kann die Seenotsignalpistole außerdem in einem nicht zertifizierten gesicherten Behältnis gelagert werden, der bestimmten polizeilich vorgeschriebenen Sicherungsvorschriften entspricht, dem Hamburger Kasten.

### Führen der Waffe
Ist der Besitzer der Seenotsignalpistole Inhaber einer Waffenbesitzkarte, so darf er die Waffe ausschließlich auf seinem befriedeten Besitztum führen. Als befriedetes Besitztum zählt die Wohnung und das Boot des Eigentümers. Für das Führen der Waffe außerhalb des befriedeten Besitztums wäre ein Waffenschein erforderlich.

## Seenotsignalpistolen beim Grenzübertritt
Berechtigte Besitzer einer Seenotsignalpistole und damit auch Inhaber einer Waffenbesitzkarte können mit ihrer Seenotsignalpistole beliebig nach Deutschland einreisen, da sie nach deutschem Recht über die Erlaubnis verfügen, die tatsächliche Gewalt über die Seenotsignalpistole ausüben zu können.
Übertritt ein deutscher berechtigter Besitzer einer Seenotsignalpistole die Grenze eines anderen Landes, muss er sich nach den dort herrschenden Vorschriften richten. Es gibt vier Möglichkeiten:
- Im Zielland gibt es keine gesetzlichen Beschränkungen für Seenotsignalpistolen:
  - Die Waffe darf nach Belieben ein- oder ausgeführt werden.

- Im Zielland gibt es gesetzliche Beschränkungen für den Besitz von Seenotsignalpistolen und im Zielland ist die deutsche Berechtigung (Waffenbesitzkarte) anerkannt:
  - Der Inhaber kann die Waffe beliebig in das Land ein- oder ausführen. Gegebenenfalls gelten nationale Beschränkungen, wie z. B. die Auflage, dass die Seenotsignalpistole an Bord bleiben muss. Dies ist z. B. in Dänemark der Fall.

- Im Zielland gibt es gesetzliche Beschränkungen für den Besitz von Seenotsignalpistolen und die deutsche Waffenbesitzkarte ist im Zielland nicht als Berechtigung anerkannt:
  - Der Inhaber kann mit Hilfe des Europäischen Feuerwaffenpasses im Ausland nachweisen, dass er in seinem Heimatland berechtigt ist, die Gewalt über die Waffe auszuüben. Erkennt das Zielland die Berechtigung in Form des Europäischen Feuerwaffenpasses an, kann der Eigner die Waffe beliebig ein- oder ausführen.

- Im Zielland gibt es gesetzliche Beschränkungen für den Besitz von Seenotsignalpistolen und die deutsche Berechtigung des Waffeneigners in Form der Waffenbesitzkarte und in Form des Europäischen Feuerwaffenpasses ist nicht anerkannt:
  - Die Einfuhr der Waffe wäre illegal. Der Schiffsführer muss bei Erreichen der Hoheitsgewässer, spätestens jedoch beim Erreichen der Küste, die erste Möglichkeit nutzen, die Waffe anzumelden (declaration of firearms). Je nach Gesetzeslage wird dann die Waffe für den Verbleib des Schiffes im Hafen von den Behörden vorübergehend beschlagnahmt, an Bord verplombt oder an Bord belassen.

## Vor- und Nachteile einer Seenotsignalpistole
Eine Seenotsignalpistole hat eine Reihe von Vor- und Nachteilen:
Vorteile:
- Eine Seenotsignalpistole kann nachgeladen werden, die Munition nimmt weniger Platz in Anspruch als Einwegabschussgeräte.
- Eine Seenotsignalpistole kann mit „Knall-Blitz-Munition“ geladen werden.
- Für die Signalpistole sind Wurfleinenaufsätze erhältlich, mit denen auch auf größere Entfernung eine Leinenververbindung hergestellt werden kann.
- Eine Seenotsignalpistole kann im Gegensatz zu Einwegabschussgeräten auch einhändig abgefeuert werden, was Vorteile hat, wenn man sich bei starken Seegang festhalten muss.
- Die Munition kann, im Gegensatz zu Mehrfachsignalgebern, im Versagensfall einfach ausgeworfen werden. Das umständliche und gefährliche hantieren mit Fehlzündern entfällt.

Nachteile:
- Eine Seenotsignalpistole unterliegt in vielen Ländern dem Waffenrecht und es gibt sehr strenge Vorschriften für Erwerb, Lagerung und Transport.
- Das Nachladen einer Seenotsignalpistole kann sich bei Seegang als sehr schwierig gestalten.
- Wenn eine Seenotsignalpistole über Bord fällt, ist sie verloren, Munition allein kann im Gegensatz zu Raketen aus Einwegschussgeräten nicht mehr abgeschossen werden.
- Eine Seenotsignalpistole kann korrodieren und dadurch unter Umständen unbrauchbar werden.
- Die Munition einer Seenotsignalpistole hat teilweise weniger Leuchtkraft als die von Raketen aus Einwegabschussgeräten.
- Eine Seenotsignalpistole kann als Schusswaffe missbraucht werden.
- Beim (auch unbeabsichtigten) Verstoß gegen das Waffengesetz beim Umgang mit der Waffe macht sich der Eigentümer strafbar.